# Список серий аниме Sword Art Online: Alicization
Список серий научно-фантастического аниме-сериала Sword Art Online: Alicization, которое является аниме-адаптацией третьей части цикла лайт-новел (ранобэ) Sword Art Online. Лайт-новел был создан японским писателем Рэки Кавахары с иллюстрациями художника, выступающего под псевдонимом abec.
Действие сюжета происходит после событий полнометражного фильма Sword Art Online The Movie: Ordinal Scale, поскольку серии включают в себя элементы из фильма, которых нет в книгах. Третий сезон разделён на две части: Sword Art Online: Alicization (1—24 cерии, адаптация 9—14 томов ранобэ) и Sword Art Online: Alicization — War of Underworld (25—47 серии, адаптация 15—18 томов ранобэ); включает 7 сюжетных арок и состоит из 47 серий. Сериал выходил в период: 7 октября 2018 года — 20 сентября 2020 года.

## Список серий

### Sword Art Online: Alicization

#### Арка Начало Алисизации
| № серии | Заглавие                                                    | Трансляция в Японии |
| ------- | ----------------------------------------------------------- | ------------------- |
| 1       | Подмирье (アンダーワールド)                                 | 7 октября 2018      |
| 2       | Дьявольское древо (悪魔の樹)                                | 14 октября 2018     |
| 3       | Краевой хребет (果ての山脈)                                 | 21 октября 2018     |
| 4       | Отправление (旅立ち)                                        | 28 октября 2018     |
| 5       | Ocean Turtle (Океаническая черепаха) (オーシャン・タートル) | 4 ноября 2018       |
| 6       | Проект Алисизация (アリシアゼーション計画)                  | 11 ноября 2018      |
| 7       | Академия клинка (剣の学び舎)                                | 18 ноября 2018      |
| 8       | Гордость мечника (剣士の矜持)                               | 25 ноября 2018      |
| 9       | Долг знати (貴族の責務)                                     | 2 декабря 2018      |
| 10      | Кодекс запретов (禁忌目録)                                  | 9 декабря 2018      |
| 11      | Центральный собор (セントラル・カセドラル)                  | 16 декабря 2018     |
| 12      | Мудрец из библиотеки (図書室の賢者)                         | 23 декабря 2018     |
| 13      | Владычица и регулятор (支配者と調停者)                      | 6 января 2019       |

#### Арка Восход Алисизации
| № серии | Заглавие                             | Трансляция в Японии |
| ------- | ------------------------------------ | ------------------- |
| 14      | Рыцарь алого пламени (紅蓮の騎士)    | 13 января 2019      |
| 15      | Рыцарь неистового света (烈日の騎士) | 20 января 2019      |
| 16      | Рыцарь душистой оливы (金木犀の騎士) | 27 января 2019      |
| 17      | Перемирие (休戦協定)                 | 3 февраля 2019      |
| 18      | Легендарный герой (伝説の英雄)       | 10 февраля 2019     |
| 18.5    | Рекап (リコレクション)               | 17 февраля 2019     |
| 19      | Печать в правом глазу (右目の封印)   | 24 февраля 2019     |
| 20      | Синтез (シンセサイズ)                | 3 марта 2019        |

#### Арка Единение Алисизации
| № серии | Заглавие                                  | Трансляция в Японии |
| ------- | ----------------------------------------- | ------------------- |
| 21      | Тридцать второй рыцарь (三十二番目の騎士) | 10 марта 2019       |
| 22      | Голем из мечей (剣の巨人)                 | 17 марта 2019       |
| 23      | Администратор (アドミニストレータ)        | 24 марта 2019       |
| 24      | Мой герой (ぼくの英雄)                    | 31 марта 2019       |

### Sword Art Online: Alicization — War of Underworld

#### Арка Вторжение Алисизации
| № серии | Заглавие                                              | Трансляция в Японии |
| ------- | ----------------------------------------------------- | ------------------- |
| 24.5    | Отражение (リフレクション)                            | 6 октября 2019      |
| 25      | На северной земле (北の地にて)                        | 13 октября 2019     |
| 26      | Нападение (襲撃)                                      | 20 октября 2019     |
| 27      | Финальный стресс-тест (最終負荷実験)                  | 27 октября 2019     |
| 28      | Dark Territory (Тёмная территория) (ダークテリトリー) | 3 ноября 2019       |
| 29      | Ночь перед битвой (開戦前夜)                          | 10 ноября 2019      |

#### Арка Взрыв Алисизации
| № серии | Заглавие                                       | Трансляция в Японии |
| ------- | ---------------------------------------------- | ------------------- |
| 30      | Битва рыцарей единства (騎士たちの戦い)        | 17 ноября 2019      |
| 31      | Клеймо недостойного (失格者の烙印)             | 24 ноября 2019      |
| 32      | Кровь и жизнь (血と命)                         | 1 декабря 2019      |
| 33      | Клинок и кулак (剣と拳)                        | 8 декабря 2019      |
| 34      | Стейсия — богиня мироздания (創世神ステイシア) | 15 декабря 2019     |

#### Арка Пробуждение Алисизации
| № серии | Заглавие                                | Трансляция в Японии |
| ------- | --------------------------------------- | ------------------- |
| 35      | Безжалостный выбор (非情の選択)         | 22 декабря 2019     |
| 36      | Луч света (一筋の光)                    | 29 декабря 2019     |
| 36.5    | Рекап (レミニセンス)                    | 5 июля 2020         |
| 37      | Война в Подмирье (アンダーワールド大戦) | 12 июля 2020        |
| 38      | Бесконечный предел (無限の果て)         | 19 июля 2020        |
| 39      | Провокация (扇動)                       | 26 июля 2020        |
| 40      | Код 871 (コード８７１)                  | 2 августа 2020      |
| 41      | Принц ада (悪魔の子)                    | 9 августа 2020      |

#### Арка Завершение Алисизации
| № серии | Заглавие                    | Трансляция в Японии |
| ------- | --------------------------- | ------------------- |
| 42      | Воспоминания (記憶)         | 16 августа 2020     |
| 43      | Пробуждение (覚醒)          | 23 августа 2020     |
| 44      | Меч ночного неба (夜空の剣) | 30 августа 2020     |
| 45      | За гранью времён (時の彼方) | 6 сентября 2020     |
| 46      | Алиса (アリス)              | 13 сентября 2020    |
| 47      | Новый мир (ニューワールド)  | 20 сентября 2020    |